# 深作安文

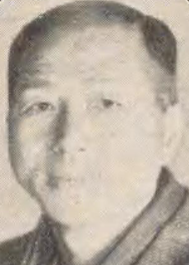
深作安文

深作 安文（ふかさく やすふみ、1874年9月13日 - 1962年12月9日）は、日本の倫理学者。

## 略歴
茨城県出身。帝国大学文科大学卒業。
1912年、東京帝国大学文学部倫理学科助教授、のち教授。
1935年、東京商科大学（現・一橋大学）講師。
井上哲次郎の学統を受けて水戸学を研究、国民道徳論を提唱。

## 人物
- 息子の深作守文（1908年 - 1984年、カント研究）も倫理学者。東京都立大学人文学部教授を務めた。
- 映画監督の深作欣二、政治活動家の深作清次郎は親戚。

## 著書
- 『フィヒテ氏倫理学』（育成会） 1900
- 『パウルゼン氏実践倫理』（育成会） 1903
- 『国民道徳要義』（弘道館） 1916
- 『実践倫理要義』（日本学術普及会） 1916
- 『倫理と国民道徳』（弘道館） 1916
- 『外来思想批判』（右文館） 19） 19
- 『我国に於ける国体観念の発達』（明治出版社） 1920
- 『続・外来思想批判』（右文館） 1921
- 『現代日本と国家創作』（右文館） 1922
- 『外来思想と我が国民道徳』（右文館） 1924
- 『思想と人格』（冨山房、巽軒叢書） 1924
- 『人格の糧』（日本青年館） 1924
- 『社會創作への道』（廣文堂書店） 1925
- 『現代と思索』（京文社） 1926
- 『思想問題研究』（山海堂出版部） 1927
- 『国民道徳概説』（同文館） 1929
- 『倫理学概説』（春秋社、文庫） 1929
- 『思想と国家』（目黒書店） 1930
- 『国民道徳綱要』（弘道館） 1931
- 『我國體觀念の發達』（東洋圖書） 1931
- 『思想問題』（大雄閣） 1932
- 『社会思想の発生』（皇徳会出版部） 1933
- 『社会思想の批判的研究』（同文書院） 1933
- 『弘道館記述義』（文部省社会教育局編、社会教育会、日本思想叢書） 1933
- 『日本道徳要義』（文光社） 1933
- 『現代中学修身 巻4』（目黒書店） 1934
- 『思想と日本』（明治図書） 1934
- 『水戸学に就て』（日立評論社、日立パンフレツト） 1934
- 『公民倫理概論』（モナス） 1935
- 『新論の國體精神』（文部省思想局、日本精神叢書） 1935
- 『今日に処するの道』（目黒書店） 1937
- 『日本倫理と日本精神』（目黒書店） 1937
- 『道の国日本』（東洋図書） 1939
- 『水戸学要義』（目黒書店） 1940
- 『興国の倫理』（目黒書院） 1942

### 共著など
- 『思想問題』（藤井健治郎共著、冬夏社） 1921
- 『新撰中等修身書備考』（訂正、井上哲次郎共著、弘道館） 1926
- 『現代思想と倫理学説』（高橋幸太共著、中文館書店） 1929
- 『中朝事実』（山鹿素行、校正、文部省社会教育局、日本思想叢書） 1933
- 『実業修身 教授参考書 巻1』（佐野善作共著、冨山房） 1934